# John Long

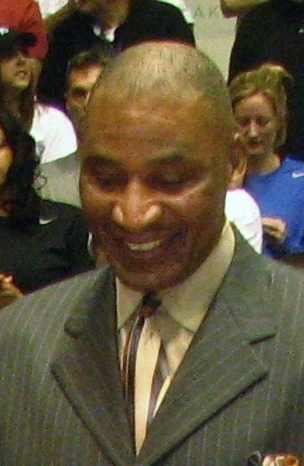
Long in 2011

John Eddie Long (Romulus (Michigan, VS), 28 augustus 1956) is een Amerikaans oud-basketballer die met de Detroit Pistons het NBA kampioenschap van het seizoen 1988-89 won.